# Cuillère en bois
Pour les articles homonymes, voir Cuillère de bois et Cuillère (homonymie).

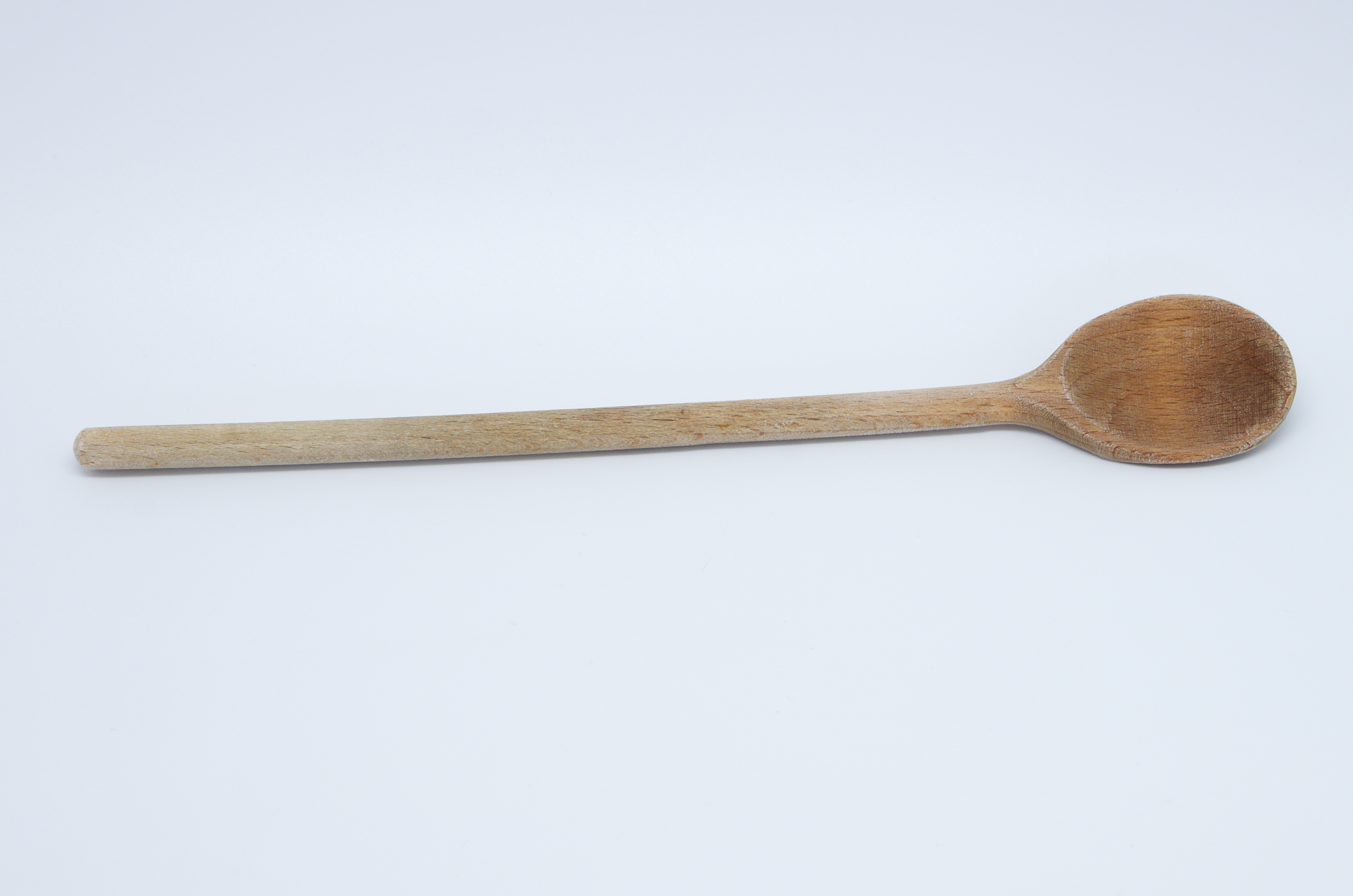
Cuillère en bois (dessus).

La cuillère en bois est un ustensile traditionnellement utilisé en cuisine. Elle est fabriquée à partir d'une seule pièce de bois dur, sans tanin, généralement du hêtre, ou d'essences aromatiques comme le bois de genévrier. Traditionnellement, l'odeur du bois est transmise à l'aliment, ce qui le rend meilleur,.
Autrefois, la cuillère en bois était également utilisée comme cuillère de table, aujourd'hui elle est presque exclusivement utilisée comme cuillère de service pour remuer les sauces ou les sautés, pour préparer le risotto, en confiserie pour fouetter et épaissir, ou comme couvert à salade.
Elle permet de manipuler le contenu des casseroles et des poêles recouvertes de téflon sans les endommager.